# خليل (مغني)
خلـيل (بالإنجليزية: Khalil)‏ هو مغني أمريكي، ولد في 22 نوفمبر 1994 في ساكرامنتو في الولايات المتحدة.

## وصلات خارجية
- خلـيل على موقع ميوزك برينز (الإنجليزية)